# فايت أوف ألاكادا (فلم)
فايت أوف ألاكادا (بالإنجليزية: Fate of Alakada)، هُو فيلم أكشن وكوميديا نيجيري صدر سنة 2020 وأخرجه Kayode Kasum. الفيلم من بطولة كُل من تويين أبراهام وMercy Eke وBroda Shaggi.

## وصلات خارجية
- فايت أوف ألاكادا  في قاعدة بيانات الأفلام على الإنترنت (بالإنجليزية)